# Venance Grumel
Venance Grumel (născut François Grumel; n. 23 mai 1890, Le Bourget, Savoie, Franța – d. 13 august 1967, Paris, Franța) a fost un călugăr asumpționist francez, specialist în studii bizantine, secretar de redacție timp de patru decenii al publicației Revue des études byzantines⁠(d).

## Biografie
S-a născut la 23 mai 1890 sub numele de François Grumel în localitatea La Serraz din comuna Le Bourget-du-Lac (regiunea Savoia, Franța). Rămas orfan, și-a început educația la orfelinatul Bocage din apropiere de Chambéry (1895-1902). Și-a continuat studiile la școlile asumpționiste „Notre-Dame des Châteaux” din Vallée de la Tarentaise (1902-1903), Mongreno (cartier al orașului Torino) din Italia (1903-1905), Calahorra (1905-1907) și Elorrio⁠(d) (1907) din Spania. După absolvirea studiilor secundare, a intrat la 11 septembrie 1907 în noviciatul asumpționist din Louvain (Belgia), primind numele monahal Venance. A făcut primele jurăminte la 1 septembrie 1908 și jurămintele perpetue la Gempe (Belgia) la 12 septembrie 1909. A urmat apoi cursuri de filosofie la Universitatea Angelicum din Roma⁠(d) (1909-1911), unde a obținut o diplomă de licență, apoi a lucrat ca profesor la Școala asumpționistă din Elorrio (1911-1913). Dornic să-și desăvârșească pregătirea și să devină preot, a început studii de teologie la Ierusalim (1913-1914), le-a continuat la Roma (1915-1916) și le-a finalizat la Fara in Sabina (1916-1917). A fost hirotonit preot  la 16 mai 1916. După încheierea studiilor a început o carieră de profesor și a predat în mai multe școli ale congregației sale religioase: Bourville, Normandia (1917-1919), Taintignies, Belgia (1919-1920) și Kadıköy⁠(d), Turcia (1920-1922).
În timp ce preda la Kadıköy, a devenit interesat de studiile bizantine și a publicat primele articole în revista Échos d'Orient⁠(d) sub pseudonimul „Louis Serraz”. A urmat, începând din 1922, o carieră de cercetător științific la Institutul Francez de Studii Bizantine (Institut français d'études byzantines, IFEB), pe care a desfășurat-o la Constantinopol (din 1920), apoi la București (din 1937-1938) și mai târziu la Paris (din 1944), colaborând cu bizantiniști renumiți precum Vitalien Laurent⁠(d), Raymond Janin⁠(d), Jean Gouillard și Jean Darrouzès. A predat ca profesor la Marele Seminar Greco-Bulgar de la Constantinopol (1920-1925) și a devenit apoi secretarul Institutului Francez de Studii Bizantine (din 1925) și secretar de redacție al revistei Échos d'Orient⁠(d), care a fost redenumită apoi Études byzantines (1943) și Revue des études byzantines⁠(d) (1945), unde a publicat numeroase articole despre istoria Bisericii Bizantine.
În timpul celui de-al Doilea Război Mondial a lucrat câteva luni ca profesor de dogmatică la Lyon-Debrousse, apoi a locuit la Layrac (departamentul Lot-et-Garonne), la comunitatea Saint-Denis din nordul Parisului (în anii 1943-1944) și, din 1944, la Paris (pe rue François Ier), continuând să se ocupe în tot acest timp de secretariatul de redacție al revistei. A fost cercetător, profesor și colaborator la enciclopedii și dicționare de specialitate și a alcătuit o cronologie a patriarhilor ecumenici ai Constantinopolului. A predat, printre altele, dreptul bizantin la 'École des législations religieuses din cadrul Institut Catholique de Paris⁠(d) (1950-1952). Bizantinist recunoscut, el a devenit conducător de cercetări (maître de recherches) la Centre national de la recherche scientifique (CNRS) în 1955. A fost ales membru al Académie de Savoie în 1966.
A suferit o operație grea în august 1964 și și-a restabilit sănătatea pentru un timp, dar boala a revenit și a impus internarea sa într-un spital. Preotul Venance Grumel a murit la Spitalul Saint-Joseph din Paris la 13 august 1967 și a fost înmormântat patru zile mai târziu în cavoul asumpționiștilor din Cimitirul Montparnasse.

## Cercetări
Grumel a fost preocupat de cercetarea istoriei Imperiului Bizantin, manifestând un interes deosebit pentru istoria Bisericii Bizantine și relația Bisericii Ortodoxe Bizantine cu Biserica Catolica Occidentală. Un subiect principal de cercetare al lui a fost istoria sinoadelor Bisericii Bizantine. A studiat, de asemenea, în profunzime schisma fotiană și implicațiile ei.
El a editat registrele actelor Patriarhiei Ecumenice de Constantinopol și a alcătuit o monografie cu privire la cronologia patriarhilor bizantini (din 381 până în 1206), care este încă în uz.

## Lucrări

### Lucrări principale
- Les Regestes des actes du patriarcat de Constantinople (381-1206), 3 fascicule (fasc. I: „Les regestes de 381 à 715 (De Nectaire à Jean VI)”, fasc. II: „Les regestes de 715 à 1043 (De Germain I-r à Alexis Studite)” și fasc. III: „Les regestes de 1043 à 1206 (De Michel I-r Cérulaire à Jean X Camatéros)”), Institut français d'études byzantines, Kadıköy-Paris, [1932-1947], 1971 (xxxi-131 p.; xxiii-276 p.; xxiv-246 p.).
- Traité d'études byzantines, t. 1: La chronologie, coll. «Bibliothèque byzantine», Presses universitaires de France, Paris, 1958, xii-488 p.

### Articole
- «Le problème de la date pascale aux IIIe et IVe siècles. L'origine du conflict: le nouveau cadre du comput juif» , 1960.
- «Chronologie patriarcale au Xe siècle. Basile Ie Scamandrénos, Antoine III Scandalios le Studite, Nicolas II Chrysobergès» , 1964.
- «Les relations politico-religieuses entre Byzance et Rome sous le règne de Léon l'Arménien», 1960.